# 1,2,3,4,5-五(4-丁基苯基)-1,3-环戊二烯
1,2,3,4,5-五(4-丁基苯基)-1,3-环戊二烯是一种有机化合物，是环戊二烯的衍生物。其阴离子在夹心化合物的金属有机化学中用作大位阻的配体，通常简写为“Cp[BIG]”。

## 制备
它可由钯催化的二氯化二茂锆和4-正丁基溴苯通过一步反应得到。

## 性质
它可以直接和一系列金属有机化合物反应，或者以钠盐或钾盐的还原态和主族金属或过渡金属的化合物反应。产生的配合物和未取代的五苯基环戊二烯配合物相比，易溶于各种溶剂。如钐和该配体形成的配合物有异常的稳定性，这可能可以通过取代基之间的氢键来解释。该配体和强碱性的锶或钡的化合物反应，得到具有共面夹心结构的化合物。